# Qawra
Qawra (forma estesa maltese Il-Qawra, nome originario italiano Casal Caura), che si pronuncia con la q muta, è una cittadina situata a nord-est dell'isola di Malta; fa parte di Baia di San Paolo ed è attaccata a Buġibba, il principale centro del turismo balneare maltese.

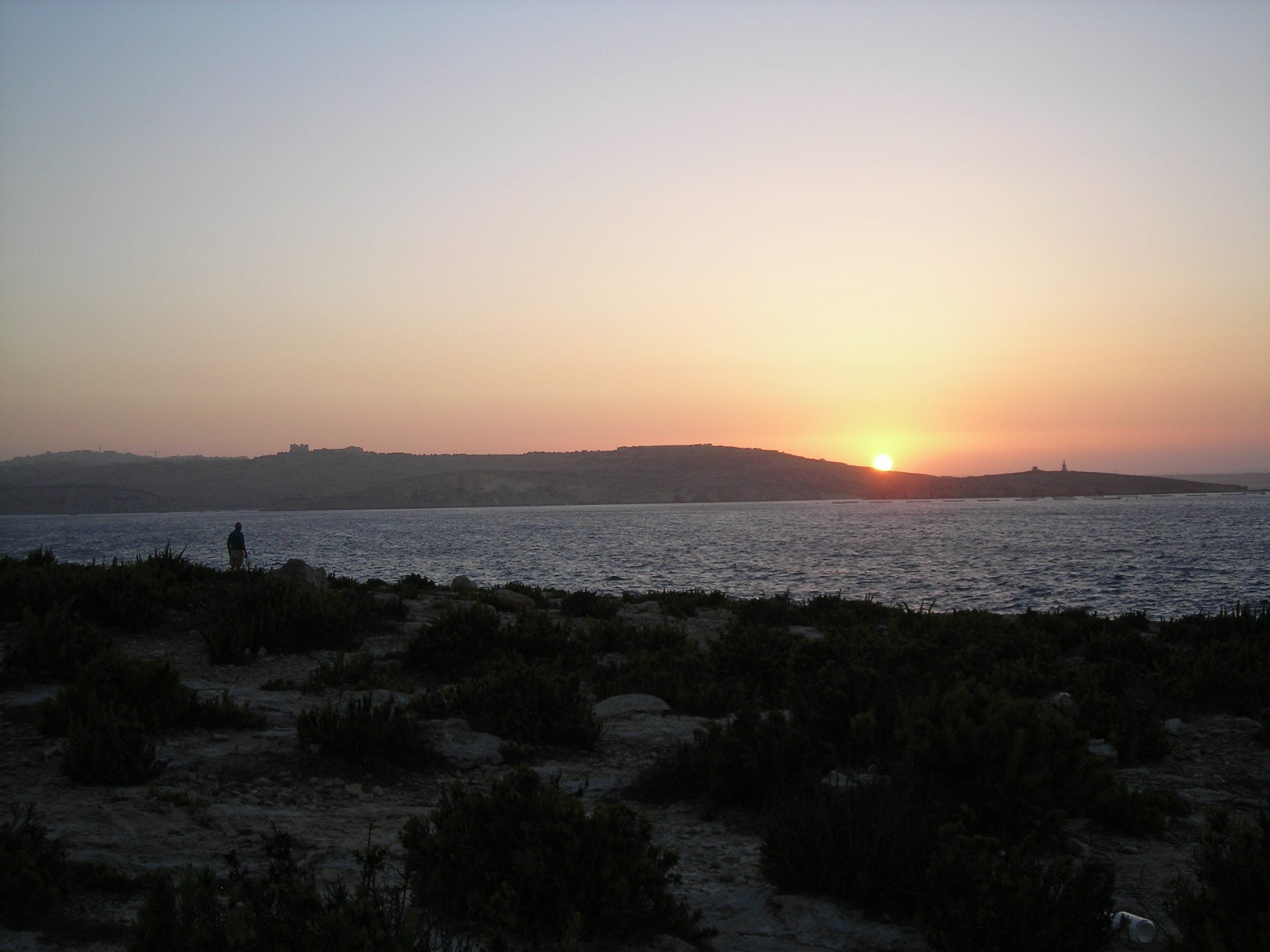
St. Paul's Bay

La cittadina, avente una costa rocciosa, è ricca di locali e ristoranti, ed è rinomata sia dal punto di vista paesaggistico che da quello architettonico per via di una nota torre che vi si trova.